# 藍刺尻魚
藍刺尻鱼（学名：Centropyge deborae）为輻鰭魚綱鱸形目蓋刺魚科的其中一種，分布於西太平洋的斐濟群島，深度5-25公尺，本魚體側扁，呈橢圓形，體色為黑藍色，尾鰭邊緣白色,看起來像雀鯛。背鰭硬棘13-14枚；背鰭軟條16-17枚；臀鰭硬棘3枚；臀鰭軟條17-18枚，體長可達7公分，棲息在珊瑚礁區，成小群游動，生活習性不明。